# 八氟合氙(VI)酸铯
八氟合氙(VI)酸铯是一种配位化合物，化学式为Cs2XeF8，分子中的XeF82-具有D4d对称性。它可由氟化铯和四氟化氙于100 °C反应得到，或通过CsXeF7的分解生成。